# Abraxas nigrocaerulea
Abraxas nigrocaerulea là một loài bướm đêm trong họ Geometridae.